# Binayak
Binayak (nep. विनायक) – gaun wikas samiti w zachodniej części Nepalu w strefie Seti w dystrykcie Achham. Według nepalskiego spisu powszechnego z 2011 roku liczył on 1033 gospodarstwa domowe i 5611 mieszkańców (3026 kobiet i 2585 mężczyzn).